# 杭州名人纪念馆
杭州名人纪念馆是杭州的名人纪念馆管理機構，位在中國浙江省杭州市南山路2-1號，屬於國有機構。其前身是杭州章太炎纪念馆，在1988年成立，于2001年變更為現有的名稱，其管辖的名人纪念馆有位在杭州的章太炎纪念馆、苏东坡纪念馆、張蒼水祠、于謙祠、于谦故居、司徒雷登故居、唐雲藝術館等機構。2020年4月杭州名人纪念馆同杭州西湖博物馆、南宋官窑博物馆整合为杭州西湖博物馆总馆。
杭州名人纪念馆管理的機構中，章太炎纪念馆、苏东坡纪念馆、张苍水祠、于谦祠及唐云艺术馆（紀念中國書畫家唐云，1910-1993）均为省市爱国主义教育基地。